# Tournoi d'ouverture du championnat du Chili de football 2012
Navigation
Tournoi précédent Tournoi suivant
Le tournoi d'ouverture de la saison 2012 du Championnat du Chili de football est le premier tournoi de la quatre-vingtième édition du championnat de première division au Chili. 
La saison sportive est scindée en deux tournois saisonniers, Ouverture et Clôture, qui décerne chacun un titre de champion. Le fonctionnement de chaque tournoi est le même; une première phase voit les équipes regroupées au sein d'une poule unique où elles affrontent les autres équipes une seule fois, les huit premières équipes se qualifient pour la seconde phase, jouée en matchs à élimination directe. Le vainqueur du tournoi d'Ouverture se qualifie pour la Copa Libertadores 2013 et est protégé de la relégation en fin de saison, tout comme le finaliste.
La relégation est décidée à l'issue du tournoi de Clôture. Un classement cumulé des deux tournois est effectué et les deux derniers de ce classement sont relégués et remplacés par les deux meilleures équipes de Segunda Division, la deuxième division chilienne.
C'est le CF Universidad de Chile, double tenant du titre, qui remporte à nouveau le tournoi après avoir battu en finale le Club Deportivo O'Higgins. C'est le seizième titre de champion du Chili de l'histoire du club.

## Les clubs participants
| - Colo Colo - CD Universidad Católica - CF Universidad de Chile - Municipal Iquique - Deportes Antofagasta - Promu de Segunda División - Club de Deportes Cobreloa - Club Deportivo Huachipato - Union La Calera - Club Deportivo O'Higgins | - Club de Deportes Cobresal - Unión Española - Audax Italiano - Club Deportivo Palestino - Union San Felipe - Deportes La Serena - Santiago Wanderers - CD Universidad de Concepción - CSD Rangers - Promu de Segunda División |

## Compétition
Le barème utilisé pour établir le classement est le suivant :
- Victoire : 3 points
- Match nul : 1 point
- Défaite : 0 point

### Première phase

#### Classement
Seuls les huit premiers se qualifient pour la seconde phase.
| Rang | Équipe                       | Pts | J  | G  | N | P  | Bp | Bc | Diff |
| ---- | ---------------------------- | --- | -- | -- | - | -- | -- | -- | ---- |
| 1    | CF Universidad de ChileT     | 40  | 17 | 13 | 1 | 3  | 44 | 14 | +30  |
| 2    | Club Deportivo O'Higgins     | 35  | 17 | 11 | 2 | 4  | 31 | 15 | +16  |
| 3    | Municipal Iquique            | 35  | 17 | 10 | 5 | 2  | 30 | 14 | +16  |
| 4    | CD Universidad Católica      | 30  | 17 | 8  | 6 | 3  | 31 | 17 | +14  |
| 5    | Unión Española               | 27  | 17 | 8  | 3 | 6  | 38 | 28 | +10  |
| 6    | Colo-Colo                    | 26  | 17 | 7  | 5 | 5  | 22 | 21 | +1   |
| 7    | Unión La Calera              | 24  | 17 | 6  | 6 | 5  | 21 | 18 | +3   |
| 8    | Club de Deportes Cobreloa    | 23  | 17 | 7  | 2 | 8  | 23 | 25 | -2   |
| 9    | Club Deportivo Huachipato    | 23  | 17 | 6  | 5 | 6  | 25 | 28 | -3   |
| 10   | CD Universidad de Concepción | 21  | 17 | 5  | 6 | 6  | 23 | 27 | -4   |
| 11   | Santiago Wanderers           | 20  | 17 | 6  | 2 | 9  | 28 | 30 | -2   |
| 12   | Audax Italiano               | 20  | 17 | 5  | 5 | 7  | 24 | 32 | -8   |
| 13   | Deportes La Serena           | 19  | 17 | 5  | 4 | 8  | 24 | 33 | -9   |
| 14   | CSD RangersP                 | 18  | 17 | 5  | 3 | 9  | 17 | 25 | -8   |
| 15   | Club Deportivo Palestino     | 18  | 17 | 5  | 3 | 9  | 14 | 26 | -12  |
| 16   | Deportes AntofagastaP        | 17  | 17 | 4  | 5 | 8  | 10 | 20 | -10  |
| 17   | Club de Deportes Cobresal    | 13  | 17 | 3  | 4 | 10 | 17 | 40 | -23  |
| 18   | Unión San Felipe             | 13  | 17 | 2  | 7 | 8  | 12 | 21 | -9   |

|  | Qualification pour la seconde phase et pour la Copa Sudamericana 2012 |
|  | Qualification pour la seconde phase                                   |
|  | T : Tenant du titre P : Promu de Segunda Division                     |

- Universidad de Chile est déjà qualifié pour la Copa Sudamericana 2012 en tant que tenant du titre.

#### Matchs
| Résultats (▼dom., ►ext.)     | ANT | AUD | CLA | CSL | COL | IQU | SER | HUA | O'HI | PAL | RAN | SAW | UNI | ULC | USF | UCA | UCH | UCO |
| Deportes Antofagasta         |     | 1-2 | 1-0 | 2-1 |     | 1-1 |     |     |      |     | 0-1 | 1-0 | 1-1 |     | 0-0 |     |     | 2-1 |
| Audax Italiano               |     |     | 1-1 |     | 1-3 |     |     | 2-2 |      | 1-2 | 3-0 |     | 0-2 |     | 0-0 | 2-0 | 0-6 |     |
| Club de Deportes Cobreloa    |     |     |     |     | 0-2 | 0-1 | 2-2 | 4-2 | 0-1  | 1-0 |     |     | 1-2 | 1-0 |     |     |     |     |
| Club de Deportes Cobresal    |     | 3-1 | 0-1 |     | 2-2 | 0-4 |     | 0-2 | 1-0  |     | 1-0 |     |     | 1-4 | 1-1 |     |     |     |
| Colo-Colo                    | 1-0 |     |     |     |     | 0-0 | 0-2 |     | 1-0  | 0-1 |     |     |     | 3-1 | 1-0 | 1-1 |     | 1-2 |
| Municipal Iquique            |     | 1-2 |     |     |     |     | 3-1 | 1-0 | 1-2  |     | 2-0 | 2-1 |     | 3-3 | 4-1 |     |     | 2-0 |
| Deportes La Serena           | 4-1 | 2-4 |     | 1-1 |     |     |     |     | 2-2  |     |     | 3-1 |     |     | 2-1 |     | 1-3 | 1-0 |
| Club Deportivo Huachipato    | 2-0 |     |     |     | 0-3 |     | 1-1 |     | 2-1  |     |     | 2-1 |     | 1-2 |     | 2-2 |     |     |
| Club Deportivo O'Higgins     | 1-0 | 3-1 |     |     |     |     |     |     |      | 5-0 | 2-2 |     |     | 2-1 | 2-1 | 1-2 | 3-0 |     |
| Club Deportivo Palestino     | 0-0 |     |     | 2-1 |     | 0-1 | 1-0 | 2-2 |      |     |     | 2-1 | 1-3 |     |     | 1-2 | 1-3 |     |
| CSD Rangers                  |     |     | 0-3 |     | 2-2 |     | 2-0 | 2-1 |      | 2-0 |     | 2-3 |     | 2-0 |     |     |     | 1-2 |
| Santiago Wanderers           |     | 4-2 | 1-3 | 5-2 | 0-0 |     |     |     | 0-1  |     |     |     | 2-2 |     | 1-0 | 2-1 |     |     |
| Unión Española               |     |     |     | 6-1 | 4-2 | 1-2 | 5-2 | 1-3 | 0-2  |     | 2-1 |     |     |     |     | 2-2 |     | 4-1 |
| Unión La Calera              | 0-0 | 1-1 |     |     |     |     | 3-0 |     |      | 1-1 |     | 2-1 | 1-0 |     |     | 1-0 | 0-1 | 1-1 |
| Unión San Felipe             |     |     | 0-3 |     |     |     |     | 1-2 |      | 1-0 | 0-0 |     | 3-1 | 0-0 |     |     | 0-1 | 2-2 |
| CD Universidad Católica      | 1-0 |     | 5-1 | 5-0 |     | 1-1 | 3-0 |     |      |     | 2-0 |     |     |     | 1-1 |     | 2-1 |     |
| CF Universidad de Chile      | 4-0 |     | 4-1 | 3-1 | 5-0 | 1-1 |     | 4-0 | 1-1  |     | 2-0 | 3-0 | 3-2 |     |     |     |     |     |
| CD Universidad de Concepción |     | 1-1 | 3-1 | 1-1 |     |     |     | 1-1 | 1-3  | 2-0 |     | 2-5 |     |     |     | 1-1 | 2-0 |     |

### Seconde phase
Quarts de finale :
| Équipe 1                  | Résultat | Équipe 2                 | Aller | Retour |
| ------------------------- | -------- | ------------------------ | ----- | ------ |
| Colo Colo                 | 5 - 4    | Municipal Iquique        | 3 - 3 | 2 - 1  |
| Unión Española            | 4 - 1    | CD Universidad Católica  | 3 - 0 | 1 - 1  |
| Club de Deportes Cobreloa | 1 - 4    | CF Universidad de Chile  | 0 - 2 | 1 - 2  |
| Union La Calera           | 2 - 4    | Club Deportivo O'Higgins | 0 - 1 | 2 - 3  |

Demi-finales :
| Équipe 1       | Résultat | Équipe 2                 | Aller | Retour |
| -------------- | -------- | ------------------------ | ----- | ------ |
| Colo Colo      | 2 - 4    | CF Universidad de Chile  | 2 - 0 | 0 - 4  |
| Unión Española | 2 - 2    | Club Deportivo O'Higgins | 1 - 0 | 1 - 2  |

Finale :
| 28 juin 2012 | Club Deportivo O'Higgins | 2 - 1 | CF Universidad de Chile | Estadio El Teniente, Rancagua                 |                                               |
| 16:00        | Rojas 1re · Lopez 72e    |       | Marino 29e              | Spectateurs : 11 500 Arbitrage : Jorge Osorio | Spectateurs : 11 500 Arbitrage : Jorge Osorio |

| 2 juillet 2012 | CF Universidad de Chile     | 2 - 1 | Club Deportivo O'Higgins | Estadio Nacional, Santiago du Chili            |                                                |
| 15:30          | Aranguiz 66e · Marino 90+2e |       | Fernandez 29e            | Spectateurs : 44 198 Arbitrage : Enrique Osses | Spectateurs : 44 198 Arbitrage : Enrique Osses |
| 15:30          | Tirs au but 2-0             |       |                          | Spectateurs : 44 198 Arbitrage : Enrique Osses | Spectateurs : 44 198 Arbitrage : Enrique Osses |

## Bilan du tournoi
| Championnat du Chili de football 2012 |                                     |
| Champion                              | CF Universidad de Chile (16e titre) |
| Qualifications continentales          |                                     |
| Copa Libertadores 2013                | CF Universidad de Chile             |
| Copa Sudamericana 2012                | Club Deportivo O'Higgins            |
| Copa Sudamericana 2012                | Municipal Iquique                   |
| Promotions et relégations             |                                     |
| Promus en Primera División            | Aucun                               |
| Relégués en Segunda División          | Aucun                               |